# Гуфан, Юрий Михайлович
Юрий Михайлович Гуфан (25 июля 1940 — 18 сентября 2020) — российский физик.

## Биография
- 25.07.1940 — дата рождения
- 1962 год — окончание Ростовского государственного университета;
- 1963—1966 годы — учёба в аспирантуре Института физических проблем АН СССР;
- с 1966 года — работа в Институте физико-технических и радиотехнических измерений;
- с 1967 года — кандидат наук;
- с 1972 года — работа в НИИ физики Ростовского государственного университета;
- с 1983 года — доктор физико-математических наук;
- с 1991 года — профессор;
- с 2008 года — заслуженный деятель науки Российской Федерации.

Занимался изучением фазовых переходов и других нелинейных явлений.
Являлся автором 150 научных работ, в том числе трёх монографий. Подготовил 16 кандидатов и 4 докторов наук. Представлял на Северном Кавказе Российский фонд фундаментальных исследований (РФФИ), являлся руководителем грантов РФФИ. Участник ряда международных научных грантов. Участвовал в международных конференциях, в том числе в роли сопредседателя программного комитета.
Умер 18 сентября 2020 года.

## Научные труды
- Структурные фазовые переходы. — М.: Наука, 1982. — 302 с.
- Термодинамическая теория фазовых переходов. — Ростов-на-Дону: Издательство Ростовского университета, 1982. — 172 с.